# Matamorisca

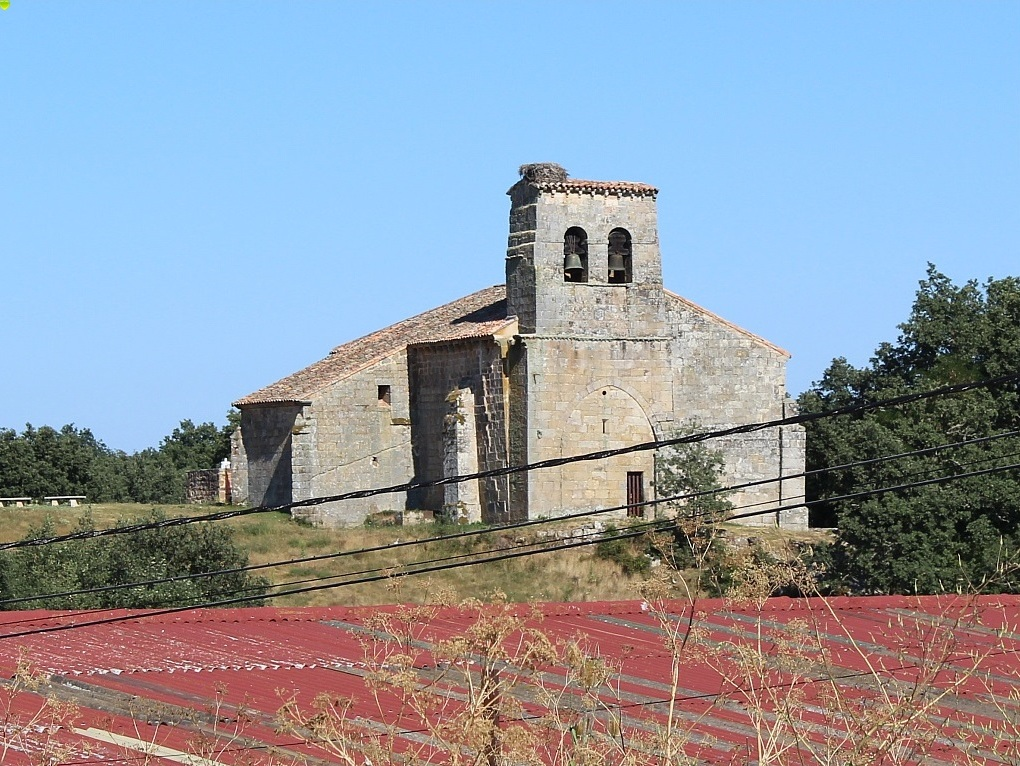
Iglesia de San Juan Bautista

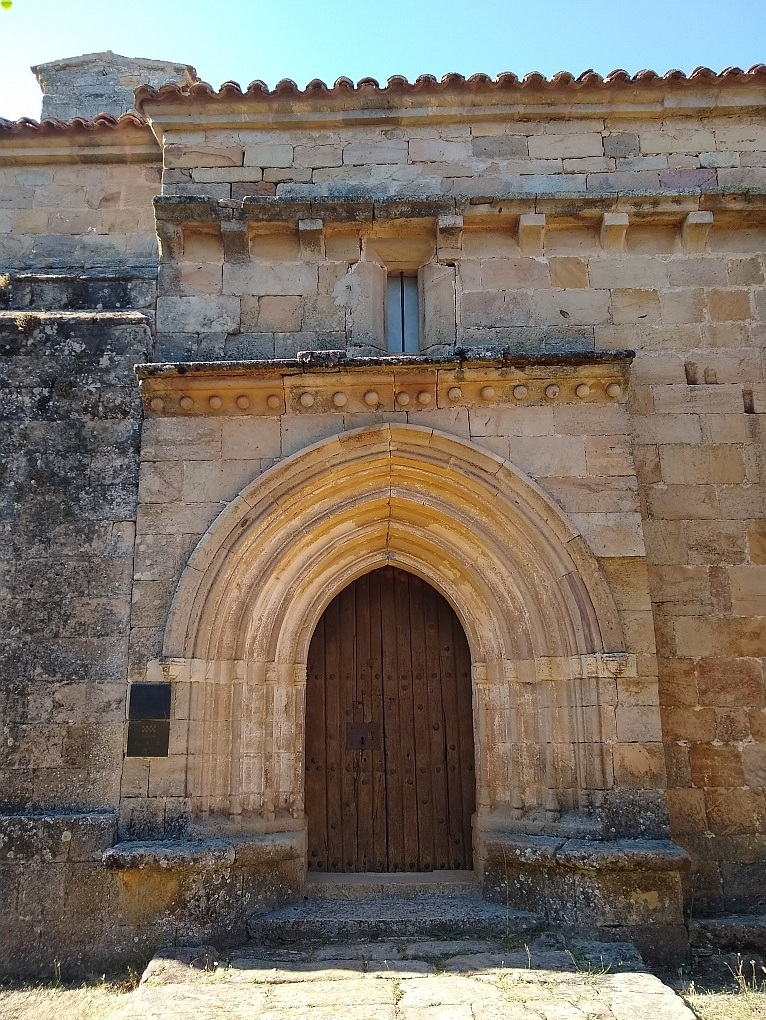
Iglesia de San Juan Bautista. Portada

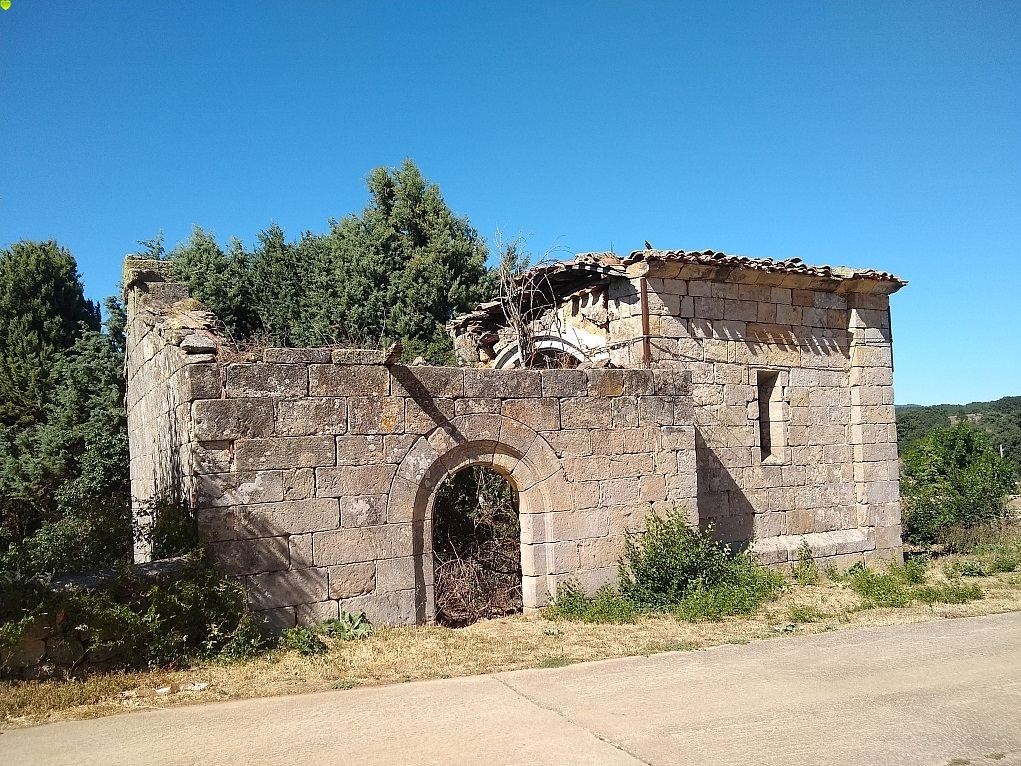
Ermita de Santa Ana. En ruinas

Matamorisca es una localidad de la provincia de Palencia (Castilla y León, España) que pertenece al municipio de Aguilar de Campoo.
Es una de las localidades del Camino de Santiago del Norte: Ruta del Besaya.

## Geografía
Está a una distancia de 8 km de Aguilar de Campoo, la capital municipal, en la comarca de la Montaña Palentina.

## Topónimo
El topónimo de esta localidad puede estar en relación con la naturaleza abandonada de matas que ofrece este territorio.

## Historia
No es hasta el año 1042 cuando encontramos la primera referencia escrita a esta localidad, en una donación realizada por un particular al monasterio de Santa María la Real de Aguilar. En el libro becerro de 1351-52 se especifica que Matamorisca (citado como "Mata morisca") se incluye en el alfoz de Aguilar y pertenece a Don Tello. "Dan cada año por infurcion al dicho don tello dos celemines de pan por medio trigo e zeuada"
A la caída del Antiguo Régimen la localidad se constituye en municipio constitucional que en el censo de 1842 contaba con 13 hogares y 68 vecinos, para posteriormente incorporar a su término los siguientes municipios: Corvio, Cenera de Zalima, Matalbaniega, Quintanilla de Corvio y Villanueva de Río.
A fines del siglo XIX, el municipio cambió su nombre por el de Cenera de Zalima, contaba entonces con 156 hogares y 552 habitantes.
Cuando el pueblo de Cenera fue sumergido por el pantano de Aguilar, el municipio cambia su denominación, pasando a llamarse Corvio. Poco después todos ellos fueron anexionados a Aguilar de Campoo.

## Geografía humana

### Demografía
| Gráfica de evolución demográfica de Matamorisca entre 1842 y 1887 |
| |
| Población de derecho según los censos de población del INE Población de hecho según los censos de población del INEEntre el censo de 1857 y el anterior, crece el término del municipio porque incorpora a 34064 (Corvio), 34500 (Cenera de Zalima), 345055 (Matalbaniega), 345083 (Quintanilla de Corvio) y 345161 (Villanueva de Río Pisuerga) Entre el censo de 1897 y el anterior, este municipio desaparece porque cambia de nombre y aparece como el municipio 34500 (Cenera de Zalima) |

Evolución de la población en el siglo XXI
| Gráfica de evolución demográfica de Matamorisca entre 2000 y 2020  |
|                                                                    |
| Población de derecho (2000-2020) según el padrón municipal del INE |

## Patrimonio
- Iglesia de San Juan Bautista: Este templo, perteneciente al conjunto denominado como Románico Norte, fue construido posiblemente en dos fases medievales a lo largo de los siglos XII y XIII, aunque presenta importantes reformas posteriores hasta lograr su configuración actual de dos naves separadas bien por pilastras, bien por columnillas y pilares, culminadas ambas con testero plano y torre a los pies. En su interior destacan varios conjuntos de pintura mural tardogótica, atribuidas al maestro de San Felices.[10] Esta edificación fue sometida a una restauración a lo largo del año 2008 dentro del Plan de Intervención del Románico Norte.